# Arnés (escalada)

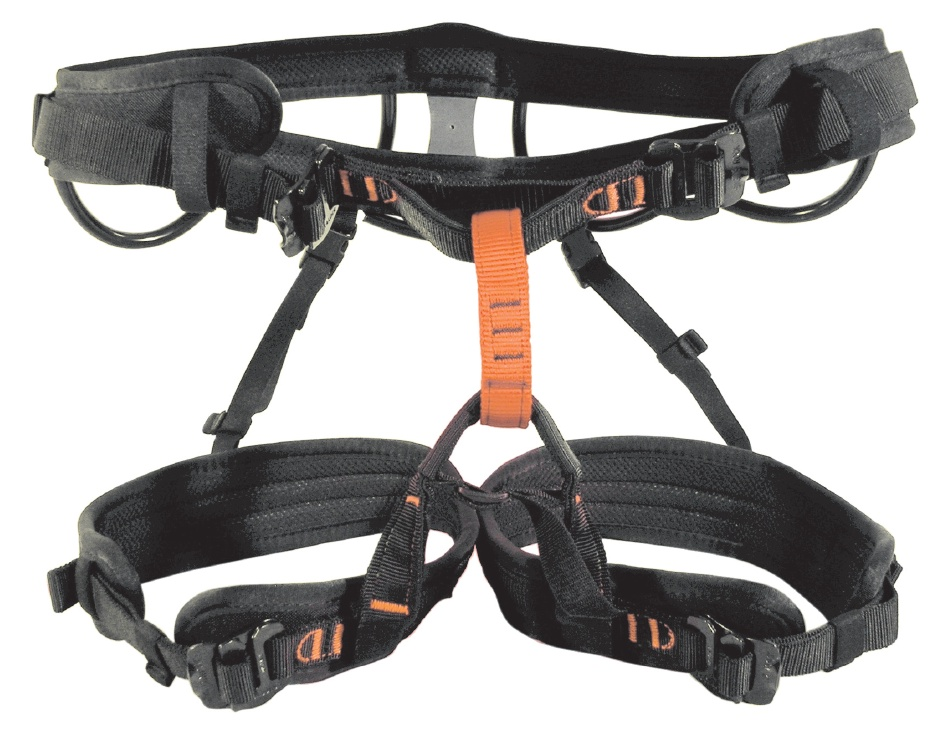
Arnés para escalada.

Un arnés (del francés harnais, y este a su vez del término nórdico herrnest) es un elemento de seguridad usado principalmente durante la escalada y el montañismo en general, pero también en otras modalidades deportivas como el kitesurf, la espeleología, el rápel o el rafting.

## Tipos de arneses
En el ámbito del montañismo, se pueden clasificar los arneses en:
- De cintura: Sujeción que se coloca, a modo de cinturón, con un único punto de anclaje en la parte delantera.
- Integrales: Sujeción de cuerpo entero.
- Combinados: Sujeción de pecho (que nunca debe usarse sola) y sujeción de cintura. El nudo de unión se efectúa con la cuerda de la cordada.

### Arnés de cintura

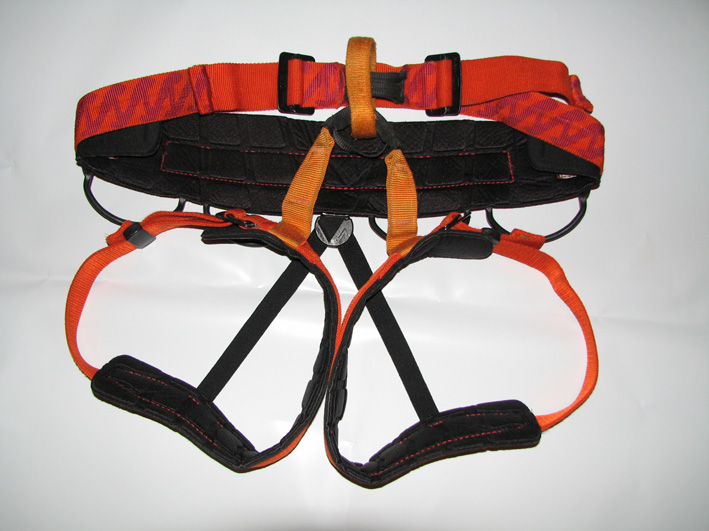
Arnés de cintura.

El arnés de cintura es el más seguro en lo que respecta a traumas y lesiones, incluso para caídas cabeza abajo. La tracción sobre la cintura producida en una caída cabeza abajo hace que el cuerpo bascule y la cabeza quede en posición de seguridad, eliminando con ese balanceo parte de la energía cinética.
Consta principalmente de un cinturón con unos aros en la parte superior del muslo. Dispone a su vez de un arco de amarre en la parte delantera del cinturón, que es desde donde se sujeta al usuario del arnés. Su diseño permite una gran estabilidad y evita posibles daños colaterales de una caída desde una altura moderada. Su aparición disminuyó en gran medida muchos riesgos de la práctica del montañismo.
Habitualmente se combina con un sistema de disipación de impactos, ya sea a través de cuerdas elásticas, disipadores de caídas o con ayuda de un contrapeso (en escalada suele ser un compañero asegurador). Aunque durante mucho tiempo fue práctica habitual, no se recomienda utilizar el arnés de cintura junto con arneses de pecho.

### Arnés integral
El arnés integral ha sido casi abandonado para el alpinismo en roca y hielo, sobre todo porque, en caídas cabeza abajo, el tirón repentino puede provocar el llamado golpe de látigo (latigazo cervical); se usa en casos de peso elevado del usuario o en trabajos verticales con cuerda estática. Existen arneses hechos de cuerda, como la silla suiza y los arneses de bombero; también hay arneses de cuero, látex y neopreno.